# Portrait du comte Robert de Montesquiou
Le Portrait du comte Robert de Montesquiou est une peinture à l'huile sur toile (115,5 × 82,5 cm) de Giovanni Boldini, peintre italien installé à Paris ; datable en 1897, l'œuvre, don d'Henri Pinard au nom du comte Robert de Montesquiou, est conservée au musée d'Orsay à Paris. Elle représente le comte Robert de Montesquiou (1855-1921) homme de lettres français, poète, dandy et critique d'art et de littérature.

## Origines
En 1897, Boldini est chargé de faire le portrait de Robert de Montesquiou, qui a déjà posé ou posera, entre autres, pour Paul Troubetzkoy, James Abbott McNeill Whistler et Antonio de La Gandara. Montesquiou est la personnification même du Paris fin de siècle : aristocrate, poète, intellectuel, collectionneur d'antiquités, esthète, dandy, ami de Gabriele D'Annunzio et de Sarah Bernhardt, modèle de Palamède de Guermantes, baron de Charlus de Marcel Proust dans À la recherche du temps perdu et du Des Esseintes de Joris-Karl Huysmans dans À rebours, il évoque à lui seul toute la vie mondaine et artistique de l'époque.
De treize ans plus jeune que Boldini, doté d'un arbre généalogique impressionnant et d'une fortune lui permettant ses coûteux caprices, Robert de Montesquiou a érigé la suprématie esthétique en raison de vivre. Grand et mince, des traits aristocratiques, il s'est modelé comme un précieux objet artistique : geste, ton de voix, façon de s'habiller, tout chez lui, qui se veut inimitable, est étudié dans les moindres détails.
Boldini a lié des rapports avec Montesquiou à partir de 1890 et l'a tout de suite conquis en lui offrant une esquisse de Whistler s'apprêtant à faire le portrait du comte.

## Description
Le comte est saisi en pleine conversation mondaine dans son salon, conversation animée qui s'accompagne de mouvements des bras. La canne vit au rythme des paroles du « professeur de beauté », titre donné Marcel Proust à son article consacré à Montesquiou dans Les Arts de la Vie. La pose déséquilibrée, combinant le corps vu de face et le visage de profil, traduit le mouvement du modèle pivotant sur sa chaise Louis XVI pour s'adresser à un interlocuteur invisible ». 
Assis de face, les jambes croisées, son visage présente un profil altier et est tourné vers sa canne à l'allure de sceptre, une canne ayant appartenu à Edmond de Goncourt et qui sera plus tard la propriété de Salvador Dalí. 

## Analyse
Le portrait que brosse Boldini, tout en nuances de gris, correspond à la conception que Montesquiou se faisait de cet art, qu'il voyait comme le mélange de l'identité du modèle et du peintre.
Ce portrait masculin démontre la finesse de coloriste de Boldini.
Par la pose du modèle, Boldini souligne l'esprit polémique de l'homme, tout comme son narcissisme teinté d'arrogance. L'allongement et la nervosité du corps ne sont en rien une résurgence du maniérisme dans l'art de Boldini, mais correspondent à la réalité : de nombreux témoignages qui nous sont parvenus insistent sur la grande taille et la minceur extrême du comte, la beauté de l'implantation de sa chevelure, la finesse de ses moustaches et la netteté tranchante de son profil. Le complet jaquette gris constitue un témoignage du goût du peintre pour cette harmonie et du modèle pour les tons changeants tels que le gris perle, le mauve ou le gorge-de-pigeon. Les vêtements, comme dans d'autres portraits d'hommes de Boldini de la même période  (Whistler, Harrison) épousent la souplesse du corps, valorisée par une pose génératrice d'arabesques dynamiques et le jeu des mains nerveuses aux fines attaches.